# Bozyazı
Bozyazı là một huyện thuộc tỉnh Mersin, Thổ Nhĩ Kỳ. Huyện có diện tích 566 km² và dân số thời điểm năm 2007 là 26161 người, mật độ 46 người/km².